# Зумброта (город, Миннесота)
Зумбро́та (Замброта; англ. Zumbrota [zəm'broʊtə]) — город в округе Гудхью, штат Миннесота, США. На площади 5,1 км² (5,1 км² — суша, водоёмов нет), согласно переписи 2002 года, проживают 2789 человек. Плотность населения составляет 545,4 чел./км².
- Телефонный код города — 507
- Почтовый индекс — 55992
- FIPS-код города — 27-72328[1]
- GNIS-идентификатор — 0654511[2]